# Göran Strandberg
Göran Strandberg  (* 1949) ist ein schwedischer Jazz-Pianist, Komponist, Arrangeur und Hochschullehrer.
Strandberg arbeitete in den 1970er Jahren in Red Mitchells Formation Communication und war Begleitmusiker für in Skandinavien gastierende Musiker wie Lee Konitz, Dexter Gordon, Art Farmer (A Sleeping Bee, 1974), Helen Merrill, Joe Newman, Thad Jones und Clark Terry. In den 1990er Jahren war er Mitglied des Stockholm Jazz Orchestra (Tango, 1999) und war Co-Leader des Göran Strandberg-Berit Andersson Kvartett. Göran Strandberg betätigte sich außerdem als Komponist und Arrangeur für das Stockholm Jazz Orchestra (Plays the Music of Göran Strandberg, Sailing, 2005). Im Jahr 2002 nahm er unter eigenem Namen auf Dragon Records das Album Third Eye auf, u. a. mit einer Interpretation von Body and Soul.
Er arbeitete außerdem mit dem Royal Scottish National Orchestra, der Estonian Dream Band und dem UMO Jazz Orchestra. Göran Strandberg unterrichtet an der Königlichen Musikhochschule Stockholm Piano und Komposition.